# لیلند استنفورد
امسا لیلند استنفورد (به انگلیسی: Amasa Leland Stanford) سیاست مدار و کارآفرین معروف امریکایی که در قرن 19 زندگی می کرده است. آمریکای پیشرفته امروز مدیون تلاشها و اقدامات آقای استنفورد است.  آقای لیلند استنفرود سناتور سابق عضو جمهوری‌خواه بود. وی در سال ۱۸۸۵ تا ۱۸۹۳ میلادی سناتور ایالت کالیفرنیا در سنای ایالات متحده آمریکا بود. استنفورد در فاصله سال‌های ۱۸۶۲–۱۸۶۳ هشتمین فرماندار ایالت کالیفرنیا بود. همچنین دانشگاه استنفورد به همت وی ساخته شده است.
آقای لیلند استنفورد اولین رئیس راه آهن مرکزی اقیانوس آرام بوده است یا بهتره بگیم عضو یک تیمی بوده که استارت راه آهن رو زده اند. از دیگر افتخارات وی میتوان به صاحب بزرگ ترین تاکستان جهان، اولین رئیس تلکابین خیابان کالیفرنیا، اولین رئیس شرکت بیمه عمر متقابل اقیانوس آرام، ثروتمند ترین عضو سنای آمریکا در زمان خودش، صاحب عنوان بزرگترین موقوفه دانشگاه خصوصی در تمام دنیا، اولین رئیس و یکی از بنیانگذاران شرکت کشتی بخار غربی و شرقی و ایده ساخت اولین فیلم متحرک دنیا که بعد  از ایده ایشان صنعت سینما متولد شده است نام برد.
6 عنوان کتاب در سایت آمازون از زندگی ایشان وجود دارد که دو عدد از این کتابها مهم تر از بقیه است مثل کتاب رسوایی اخلالگر آمریکایی: رسوایی زندگی لیلند استنفورد (به انگلیسی: Modir@n123American Disruptor: The Scandalous Life of Leland Stanford)  به نوشته آقای رولند دی ولک که در این کتاب جنبه های تاریک زندگی آقای استنفورد را مورد بررسی قرارداده است. در بخشی از این کتاب این گونه آمده است که: زندگی این بارون دزد سیاستمدار و تاثیرگذار تاریخی حکایت حیرت انگیزی از این است که چگونه یک مرد فوق العاده جاه طلب به اخلالگر اصلی این کشور تبدیل شد.  شکل دادن به صنعت و مهندسی یکی از بزرگترین حملات به خزانه عمومی برای راه آهن بین قاره آمریکا در تمام این مدت زندگی مجلل تر از مهارجه های هندی نویسنده اینجا از استنفورد به عنوان بارون یاد می‌کنه بارون همونطور که میدونید القاب اشرافی مربوط به غرب اروپا میشه و به کسایی گفته می‌شد که زمین و املاکشون رو مستقیماً از پادشاه دریافت می‌کردند و بیشتر هم در کشورهای آلمانی زبان مرسوم بوده ولی الان این لقب در مجلس اعیان انگلستان به کار میره. 

کتاب دیگری هست تحت عنوان The Governor: The Life and Legacy of Leland Stanford (2 volume set) که فارسیش میشه فرماندار زندگی و میراث استنفورد نوشته ی نورمن ای توترو نگاه متفاوتی داره و تقریبا با دیده تحسین نگاه کرده این کتاب در دو جلد است و بسیار کامل به زندگی آقای استنفورد پرداخته  هرآنچه که میشه راجع به لیلند صحبت کرد اینه که هر نیتی در پشت  اقدامات وی بوده باعث پیشرفت های آمریکای پیشرفته و متمدن امروز رو در قرن نوزدهم  و یکی از آدمهای مهمی که در این قضیه دخالت بسیار موثری داشت کسی نیست جز لیلند استنفورد.
پیش از اینکه وارد حکایت زندگی پر ماجرای لیلند استنفورد موسس دانشگاه پرآوازه استنفوردینگ بد نیست که یک نگاهی داشته باشیم به وضعیت اجتماعی آمریکا در قرن نوزدهم: میشه گفت آنچه که امروزه تحت عنوان ایالات متحده آمریکا شاهدش هستیم به عنوان اقتصاد اول دنیا و خیلی جنبه‌های دیگری که زبانزد هست مثل فرهنگش هنرش به خصوص سینماش اینا همه ریشه‌هاش برمی‌گرده به وقایعی که در قرن نوزدهم اتفاق افتاد و این موردی که شاید لازم باشه بهش اشاره کنم رشد جمعیت است که از ابتدای قرن نوزدهم از سال 1800 تا 1870 جمعیت ایالات متحده از 5 میلیون به 40 میلیون نفر افزایش پیدا کرد که عمدتا به علت مهاجرت از اروپا و سایر کشورها به آمریکا بود. در این دوره ایالات متحده شاهد توسعه بسیار سریع صنعت هم بود این توسعه باعث ظهور شهرها و و صنایع جدید شد و همین داستان تغییراتی را در سبک زندگی مردم به وجود آورد.

جنگ داخلی آمریکا در سال 1861 تا 1865 اتفاق افتاد که در این جنگ 6000 نفر جانشون رو از دست دادند که تاثیرات  عمیقی رو بر جامعه ایالات متحده گذاشت، مجموعه این تغییرات باعث فرهنگی و اجتماعی مهمی شد که به نوعی جامعه آمریکا را شکل داد از جمله میتوان به ظهور ایده های دموکراتیک و لیبرال اشاره کرد که مفاهیمی مثل برابری آزادی و حقوق فردی به طور فزاینده ای در ایالات متحده رواج پیدا کرد و این ایده ها منجر به اصلاحات سیاسی و اجتماعی بسیار زیادی شد.
آموزش عمومی در این دوران گسترش پیدا کرد و منجر به افزایش سواد و آگاهی عمومی شد، صنعت سرگرمی در آن دوران شکل گرفت و به سرعت رشد کرد که منجر به ظهور اشکال جدیدی از سرگرمی شد مثل تئاتر، اپرا و موسیقی همچنین ادبیات با رشد زیادی رو به رور شد و رمان نویسی و سرودن شعر به طور فزاینده ای رشد کرد و شکوفا شد.
در این دوران بود که در سال 1824 لیلند استنفورد در شهر واتر ویلیت ایالت نیویورک به دنیا آمد او یکی از هشت فرزند جوزای و الیزابت اسنفورت بود از جمله خواهر برادر های دیگر که آدم  های موفق دیگری بودند میتوان به چارلز استنفورد و توماس ولتون استنفورد که تاجر و روحانی بود اشاره کرد.

خانواده استنفورد اصالتاً انگلیسی بودند که در قرن هفدهم یعنی ۲۰۰ سال قبل از به دنیا آمدن لیلند به آمریکا مهاجرت کرده بودند جدش جد مهاجرش توماس استنفورد در قرن هفدهم در ماساچوست ساکن شد اجداد بعدیش در در حدود سال ۱۷۲۰ در شرق دره موهاک در مرکز نیویورک یعنی محلی که لیلند متولد شد ساکن شد پدر لیلند کشاورز موفقی بود که این دانشش رو به فرزندانش هم منتقل کرد، لیلند از بچگی علاقمند به خواندن و نوشتن بود که در سال 1836 در مدرسه تحصیل میکرد و ادامه درسش رو در خانه تا سال 1839 دنبال کرد. در سال 1845 وارد دانشگاه شد و در رشته ی حقوق به تحصیل پرداخت در سال 1848 پروانه وکالتش رو دریافت کرد و به شهر پورت واشینگتن ایالت ویسکانسین نقل مکان کرد.
در سال 1850 با جین الیزابت لاتروب ازدواج کرد که دختر یکی از دوستان و مشتریان پدرش بود، بعد از این که خبر کشف طلا در کالیفرنیا مثل بمب صدا کرد لیلند تصمیم گرفت همراه برادرانش به کالیفرنیا بره و فرصت های  جدیدی را تجربه کند.